# 484
Năm 484 là một năm trong lịch Julius.